# Scaevola decipiens
Scaevola decipiens är en tvåhjärtbladig växtart som beskrevs av W. V Fitzg. Scaevola decipiens ingår i släktet Scaevola och familjen Goodeniaceae. Inga underarter finns listade i Catalogue of Life.